# Zapoteca formosa
Zapoteca formosa là một loài thực vật có hoa trong họ Đậu. Loài này được (Kunth) H.M.Hern. miêu tả khoa học đầu tiên.